# Lamstedt
Lamstedt község Németországban, Alsó-Szászországban, a Cuxhaveni járásban. Lakosainak száma 3391 fő (2023. december 31.).

## Testvértelepülések
- Władysławowo